# الغارة الجوية على مسرح ماريوبول
في 16 مارس 2022، تم قصف مسرح دونيتسك الإقليمي للدراما في ماريوبول، أوكرانيا، أثناء الغزو الروسي لأوكرانيا. بحسب ما ورد تم استخدامه كملجأ من الغارات الجوية أثناء حصار ماريوبول. قتل 300 شخص نتيجة للقصف.